# Avondale (Terranova y Labrador)
Avondale es un pueblo canadiense situado en la provincia de Terranova y Labrador.

## Superficie
Avondale tiene una superficie de 29,69 km².

## Demografía
En 2021, tenía 584 habitantes, una densidad poblacional de 19,7 hab./km², y 346 viviendas.